# Pedro Van Dievoet

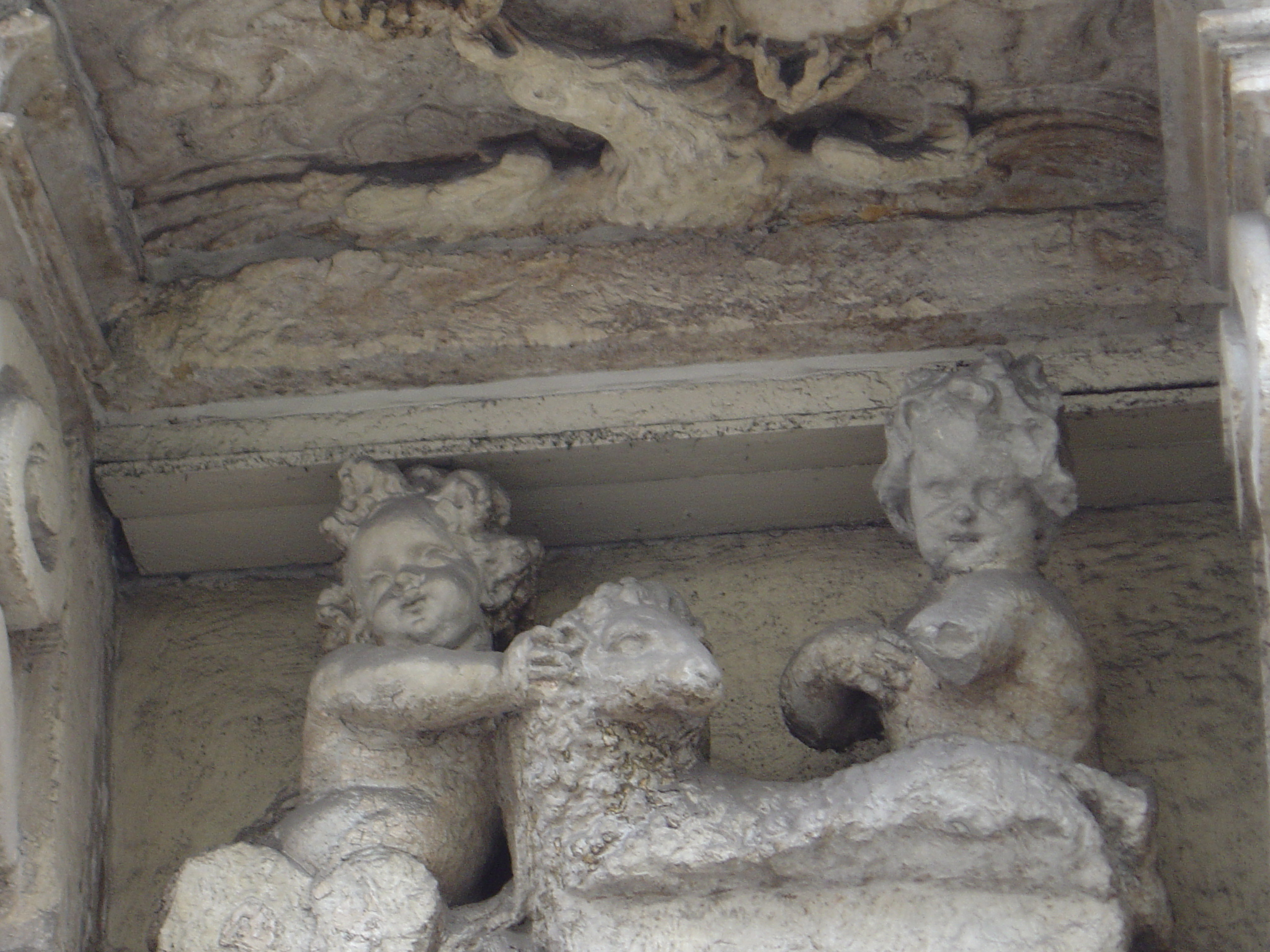
Escultura del "Cordero Blanco" en Bruselas, por Pedro Van Dievoet, 1696.

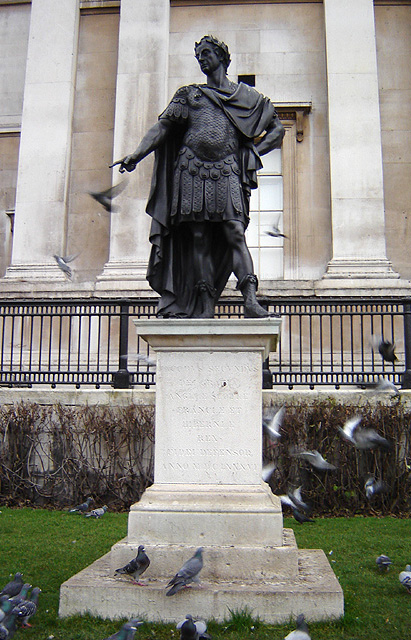
Estatua del rey Jacobo II de Inglaterra, en la plaza de Trafalgar, de Londres, atribuida a Van Dievoet y Laurens van der Meulen, 1686.

Pedro van Dievoet (Fr. Pierre van Dievoet, Nl. Peeter van Dievoet, Ing. Peter van Dievoet) fue un escultor, estatuario, tallista de madera y diseñador flamenco de motivos arquitectónicos de decoración. Es conocido por su trabajo en varias de las casas gremiales barrocas de la Grand-Place (la plaza principal de Bruselas), reconstruida tras el bombardeo de Bruselas por parte de tropas francesas en 1695, así como su participación en la estatua de Jacobo II de Inglaterra en Trafalgar Square, Londres.
Nació en Bruselas, el 29 de junio de 1661 bautizados en la Iglesia de Santa Gúdula, murió el 2 de marzo de 1729 en Bruselas.